# Blues to the Bush
Blues to the Bush je živé album od The Who, které bylo prodáváno výhradně nyní zaniklým MusicMaker.com. Bylo nahráno 12. a 13. listopadu 1999 v House of Blues v Chicagu a 22. a 23. prosince 1999 v Empire Theatre v Shepherd's Bush v Londýně.

## Seznam skladeb
Autorem všech skladeb je Pete Townshend, pokud není uvedeno jinak.

### Disk 1
1. „I Can't Explain“ – 2:37
2. „Substitute“ – 3:16
3. „Anyway, Anyhow, Anywhere“ – 4:08
4. „Pinball Wizard“ – 2:56
5. „My Wife“ (John Entwistle) – 7:54
6. „Baba O'Riley“ – 5:27
7. „Pure and Easy“ – 6:06
8. „You Better You Bet“ – 5:39
9. „I'm a Boy“ – 2:55
10. „Getting in Tune“ – 5:09
11. „The Real Me“ – 4:03

### Disk 2
1. „Behind Blue Eyes“ – 3:46
2. „Magic Bus“ – 9:19
3. „Boris the Spider“ (John Entwistle) – 2:35
4. „After the Fire“ – 4:49
5. „Who Are You“ – 6:32
6. „5:15“ – 8:35
7. „Won't Get Fooled Again“ – 8:53
8. „The Kids Are Alright“ – 2:16
9. „My Generation“ – 9:20

## Obsazení
The Who
- Roger Daltrey – zpěv, harmonika, kytara
- John Entwistle – baskytara, zpěv
- Pete Townshend – kytara, zpěv

Další hudebníci
- John "Rabbit" Bundrick – klavír, klávesy, zpěv
- Zak Starkey – bicí